# Club Atlético River Plate 1952
Questa voce raccoglie le informazioni riguardanti il Club Atlético River Plate nelle competizioni ufficiali della stagione 1952.

## Stagione
Prima vittoria del decennio per il club di Buenos Aires, che inaugura così uno dei periodi più vincenti della sua storia. La partita decisiva fu caratterizzata da un particolare avvenimento: sospesa al sessantesimo minuto, fu considerata egualmente valida dalla Federazione calcistica argentina, che attribuì i due punti alla compagine di Núñez. Questo risultato permise alla squadra di conservare il vantaggio sul Racing Club e di aggiudicarsi la competizione.

## Maglie e sponsor
| Casa | Trasferta |

## Rosa
| N. |                      | Ruolo | Calciatore          |
| -- | -------------------- | ----- | ------------------- |
|    | Argentina (bandiera) | P     | Pascual Adessio     |
|    | Argentina (bandiera) | P     | Amadeo Carrizo      |
|    | Argentina (bandiera) | P     | Augusto Fumero      |
|    | Argentina (bandiera) | D     | Héctor Ferrari      |
|    | Argentina (bandiera) | D     | Bernardo Guastavino |
|    | Argentina (bandiera) | D     | Alfredo Pérez       |
|    | Argentina (bandiera) | D     | Lidoro Soria        |
|    | Argentina (bandiera) | D     | Octavio Trillini    |
|    | Argentina (bandiera) | D     | Julio Venini        |
|    | Argentina (bandiera) | D     | Norberto Yácono     |
|    | Argentina (bandiera) | C     | Carlos Alberto Díaz |
|    | Argentina (bandiera) | C     | Miguel Gallo        |
|    | Argentina (bandiera) | C     | José Ramos          |

| N. |                      | Ruolo | Calciatore          |
| -- | -------------------- | ----- | ------------------- |
|    | Argentina (bandiera) | C     | Pascasio Sola       |
|    | Argentina (bandiera) | C     | Juan Carlos Spada   |
|    | Argentina (bandiera) | C     | Roberto Tesouro     |
|    | Argentina (bandiera) | A     | Luis Bravo          |
|    | Argentina (bandiera) | A     | Alberto Evaristo    |
|    | Argentina (bandiera) | A     | Vicente Gambardella |
|    | Uruguay (bandiera)   | A     | Walter Gómez        |
|    | Argentina (bandiera) | A     | Ángel Labruna       |
|    | Argentina (bandiera) | A     | Félix Loustau       |
|    | Argentina (bandiera) | A     | Eliseo Prado        |
|    | Argentina (bandiera) | A     | Félix Respuela      |
|    | Argentina (bandiera) | A     | Santiago Vernazza   |
|    | Argentina (bandiera) | A     | Roberto Zárate      |

## Statistiche

### Statistiche di squadra
| Competizione | Punti | Totale | Totale | Totale | Totale | Totale | Totale | DR  |
| Competizione | Punti | G      | V      | N      | P      | Gf     | Gs     | DR  |
| ------------ | ----- | ------ | ------ | ------ | ------ | ------ | ------ | --- |
| PD           | 40    | 30     | 17     | 6      | 7      | 65     | 48     | +17 |
| Totale       | -     |        |        |        |        |        |        | -   |